# Republicanismo federalista
O republicanismo federal é a designação dada a uma corrente ideológica do republicanismo do século XIX que entendia como modelo sócio-político ideal da república a criação de um conjunto de associações locais de cidadãos visando a promoção da participação pública nos assuntos da governação e da administração pública. Um dos pilares fundamentais desta modalidade de republicanismo é o conceito de federalismo, procurando-se através dele a descentralização ou distribuição do poder e a formação de unidades de administração e gestão mais pequenas, para assim evitar governos centrais fortes com uma grande concentração de poder. Na sua versão mais radical deu origem ao cantonalismo.
Um dos países onde o republicanismo federalista teve maior expansão foi em Espanha, onde Francisco Pi y Margall e o Partido Republicano Democrático Federal são as principais referências desta importante corrente político-ideológica da Espanha do século XIX